# Mobile Dimension
Mobile Dimension — российский мобильный разработчик информационных решений и мобильных приложений. Основан в 2013 году в Москве Евгением Жихаревым, Андреем Подгорновым и Борисом Школьниковым.

## История
Компания Mobile Dimension изначально была нацелена на создание и развитие собственных мобильных продуктов. Первыми решениями Mobile Dimension стали мессенджер SocJam для общения водителей в автомобильных пробках и приложение MDauto для записи в дилерские центры. Приложения были опубликованы в Appstore и Google Play, однако, требовали дополнительных инвестиций для развития и привлечения пользователей.
В поисках рабочей бизнес-модели компания вышла на рынок заказной разработки. Первую прибыль принесли проекты по внедрению продукта SAP Mobility в инвестиционной компании «Регион», разработка мобильных приложений «Новосибирскэнергосбыт» для оплаты электроэнергии, «Мобильная регистратура» для холдинга «Парус инвест», корпоративная мобильная разработка для Efes Group. В марте 2015-го компания выступила в роли технического подрядчика при создании «планшета руководителя» для главы «Росатома» Сергея Кириенко, а также разработало пользовательское мобильное приложение для аэропорта Домодедово.
С 2015 года компания вернулась к планам создания собственных решений. Компания запустила приложение EvenLook для организаторов мероприятий, решение для управления стандартами качества и персоналом в точках продаж MDAudit и фемтех сервис amma pregnancy tracker с советами для женщин по ведению беременности.
По состоянию на 2020 год головной офис Mobile Dimension находится в Москве со штатом более 100 сотрудников. Всего на её счету более 100 реализованных B2B и B2C проектов.

## Рейтинги и награды
2018 год:
- одна из двадцати ведущих российских компаний по мобильной и веб-разработке на сайте Manifest[3]

- мобильное приложение для сети супермаркетов МЕГА вошло в топ-3 конкурса «Рейтинг Рунета — 2018» в номинации «Приложение бренда», а также вошло в шорт-лист финалистов в категории «Торговля и услуги»[4].

2019 год:
- 26 место в рейтинге мобильных разработчиков РФ Tagline[5];
- 24 место в рейтинге крупнейших разработчиков мобильных приложений для бизнеса и госструктур CNews[6].

## Инновационные технологические решения
Mobile Dimension вывела на глобальный рынок ряд собственных инновационных решений. 
Сервис Engy Health, разработанный при поддержке сотрудников Института медико-биологических проблема РАН, позволяет бесплатно анализировать показатели здоровья по методологии вариабельности сердечного ритма. В 2020 году включен в список инновационных решений Агентства инноваций города Москвы. 
amma pregnancy tracker — рекомендательный фемтех-сервис по контролю здоровья для беременных, вошёл в число самых скачиваемых мобильных приложений в России, СНГ и странах Латинской Америки . Приложение стало лауреатом конкурса «Золотое приложение-2017» , финалист конкурса Global Mobile Awards-2018 (Барселона, Испания) , золотая награда в номинации «Лучшее новое приложение» на конкурсе Wellness Lifestyle Awards-2020 (Гонконг), победитель в номинации Best Woman’s Health Technology Solution премии Health Tech Digital Awards 2021. В 2021 году приложение привлекло $2 млн инвестиций от российских и международных инвесторов, при этом общий объем инвестиций превысил $4 млн . 
MD Audit — система для управления бизнес-процессами и сотрудниками для ритейл-компаний стала победителем конкурса стартапов конкурса Go To RetailTech 2017  и конкурса лучших ИТ-решений Москвы 2018 года . В 2019 году решение вошло в шорт-лист авторитетного конкурса конференции Disrupt Berlin 2019 . В 2021 году MD Audit вышел на международный рынок под брендом Qvalon и привлёк $700 тысяч от российских инвестиционных фондов .